# Markéta Luisa Orleánská
Markéta Luisa Orleánská (francouzsky Marguerite Louise d'Orléans, 28. července 1645, Zámek Blois – 17. září 1721, Paříž) byla rodem francouzská princezna a sňatkem s velkovévodou Cosimem III. Medicejským velkovévodkyně toskánská. Po odtrhnutí od jejího milence a zároveň bratrance Karla V. Lotrinského a odloučení od zbytku rodiny začala brzy pohrdat svým manželem i jeho rodinou a začala se s ním hádat. Je dokonce podezřelá i z pokusu manžela otrávit. Markéta Luisa se s Medicejskými smířila několikrát, avšak již po několika dnech znovu rozproudila nepřátelství.
Po smrti svého otce Ferdinanda II. Medicejského v roce 1670 odmítl velkovévoda Cosimo pod vlivem své matky umožnit Markétě Luise vstup do tajné rady velkovévodství (Consiglio privato). Markéta Luisa tedy zůstala bez jakéhokoliv politického vlivu a zbylo jí jen vychovávání jejich syna Ferdinanda. Další dvě děti, Anna Marie Luisa a Gian Gastone, se narodily později. Gian Gastone byl poslední velkovévoda Toskánska z rodu Medicejských, jím pak tento rod vymřel po meči.
V červnu 1675 podepsala Markéta Luisa smlouvu se svým manželem Cosimem, kterou jí byl přiřčen roční důchod 80 000 tehdejších francouzských livres. Smlouva jí umožnila vrátit se do Francie, pod podmínkou, že bude bydlet v klášteře Montmartre nedaleko Paříže. Musela se také vzdát veškerých svých práv jako francouzská princezna. Ačkoliv samotná smlouva zakazovala Markétě opouštět klášter, ona ji porušovala svými častými návštěvami bratrance Ludvíka XIV. Také byla původcem všech skandálů v klášteře i mimo něj, včetně pokusu o jeho spálení. Markéta Luisa byla až do své smrti oficiálně vdaná, měla však postupně několik milenců.

## Mládí

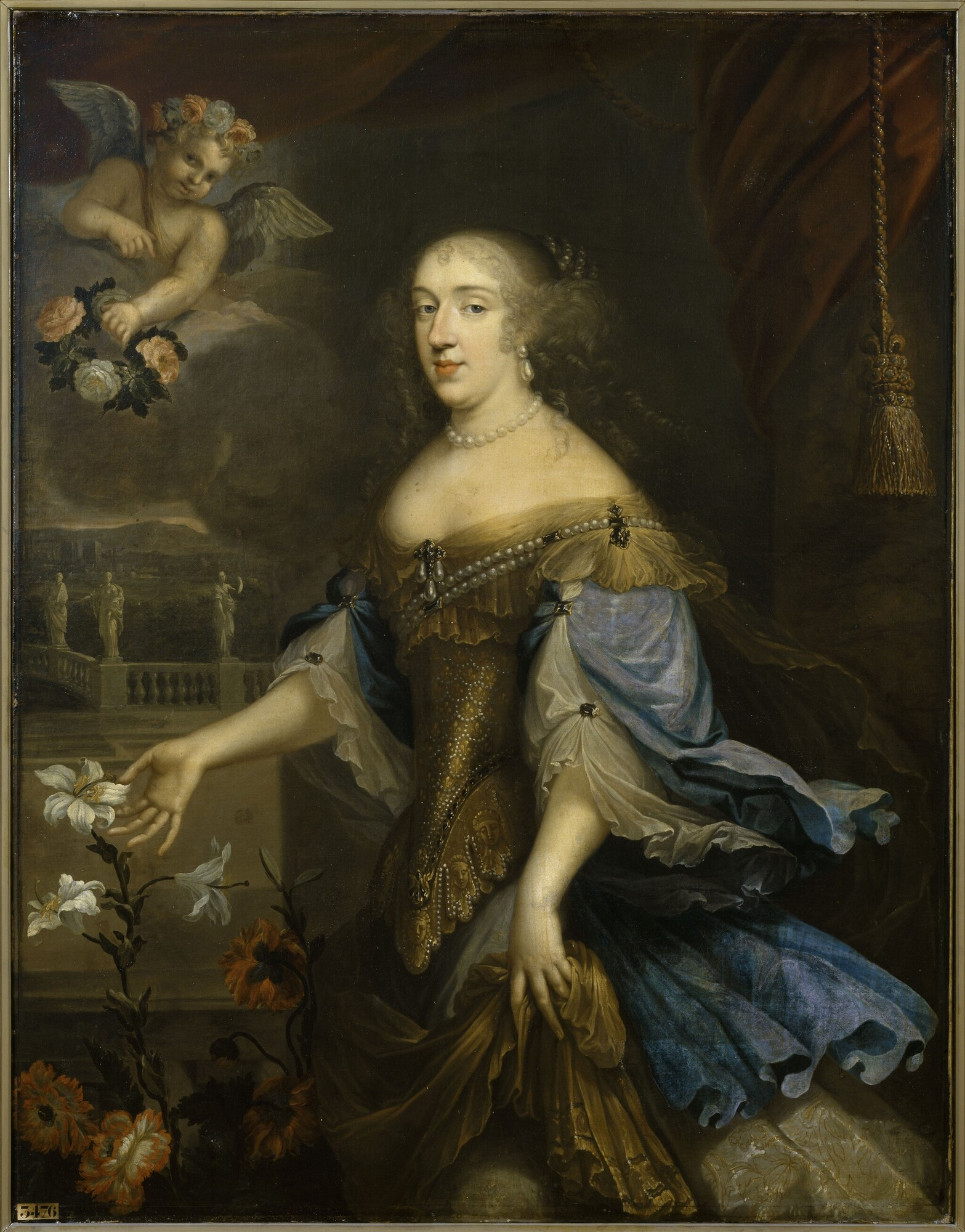
Markétina oblíbená příbuzná; nevlastní sestra Anna Marie Luisa

Markéta Luisa Orleánská, nejstarší dítě Gastona Orleánského a jeho druhé manželky Markéty Lotrinské, se narodila 18. července 1645 na zámku Blois. Byla nejstarší z jejich pěti dětí, tedy jedna ze třech přeživších (nejmladší dvě děti, Jean Gaston a Marie Anna, zemřely v dětském věku). Měla ještě sestry Alžbětu a Františku Magdalénu. Alžběta se stala vévodkyní de Guise a savojskou vévodkyní. Františka Magdaléna byla taktéž savojská vévodkyně.
Markétě Luise se dostalo základního vzdělání v Blois, kam se její otec uchýlil po neúspěšném povstání proti vlastnímu synovci Ludvíkovi XIV. Markéta vyrůstala se svými sourozenci i s matkou, ale především si oblíbila svoji nevlastní sestru Annu Marii Luisu, vévodkyni z Montpensier. Ta byla dcerou Gastona a jeho první manželky Marie z Montpensier.
Markéta Luisa si původně měla vzít svého bratrance Karla Emanuela Savojského, avšak její matka, jak Markéta věřila, jí úmyslně poradila špatně a tím šance na možný sňatek zničila. Za Karla Emanuela se pak v roce 1663 provdala její sestra Františka Magdaléna. Po této zkušenosti si Markéta Luisa nechala podruhé poradit právě od své nevlastní sestry, která jí poradila, aby si vzala Cosima, budoucího velkovévodu toskánského.
Zpočátku byla Markéta ze sňatku velmi nadšená, ale pouze do té doby, než zjistila, že je u toskánského dvora mnohem méně oblíbená, než jí vylíčila Anna Marie Luisa. Markéta byla značně nevyrovnaná a všechny nemile překvapila, když bez doprovodu na krátkou dobu zmizela s bratrancem Karlem Savojským, který se později stal jejím milencem. Po celou dobu proti sňatku s Cosimem neprotestovala, avšak když jí měl přijet blahopřát král Ludvík XIV., úmyslně se pokusila uprchnout pod záminkou, že jede na lov. Anna Marie Luisa ji ale včas zastavila a přivedla zpět.

## Život v Toskánsku

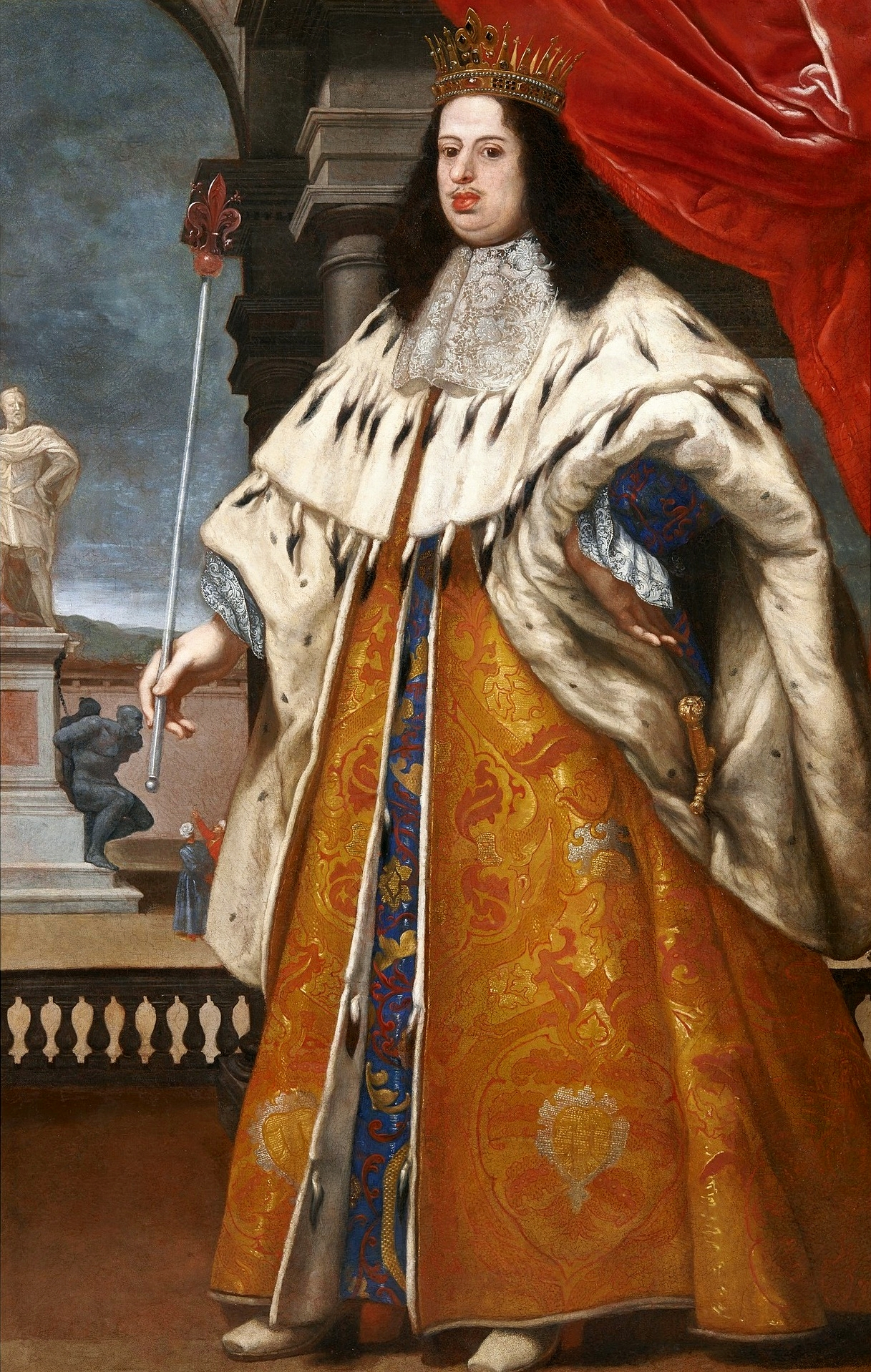
Markétin manžel Cosimo III. byl lakomý, ale zbožný, s manželkou se nenáviděli

Mateo Medicejský, tehdy úřadující velkovévoda, přivezl Markétu Luisu do Toskánska s devíti doprovodnými galérami. Tři byly toskánské, tři půjčené na úvěr z Janovské republiky a další tři z papežského státu. K toskánskému městu Livorno dorazily lodě 12. června 1661 a formální příchod tehdy 15leté Markéty do Florencie se za oslavné pompy uskutečnil 20. června. Její a Cosimova svatba se stala ve Florencii tou největší podívanou, která zde dosud byla k vidění. Jen ve svatebním průvodu jelo před 300 kočárů a drožek. Jako svatební dar od ženichova otce Ferdinanda dostala Markéta perlu velikosti malého holubího vejce.
Markéta Luisa se s Cosimem poprvé pozdravila téměř s lhostejností, jak řekla Žofie Hannoverská. Ta dodává, že spolu v jedné posteli spali pouze jednou týdně. Dva dny po svatbě se Markéta domáhala držení svých klenotů pro vlastní účely, ale Cosimo ji odmítl s tím, že to není v jeho pravomoci. Proto se pokusila klenoty z Toskánska vyvézt, ale byla velkovévodou zavčas chycena. Po tomto incidentu se Markéta obrátila ke Karlovi. Nenávist ke Cosimovi neukončilo ani narození jejich tří dětí Ferdinanda, Anny Marie Luisy a Giana Gastona. Cosimova rodina se stala obětí Markétiných rozmarů, především co se financí týče. Nadměrné utrácení a laxní etiketa udělaly z Markéty neoblíbenou postavu nejen u dvora, ale v celé Florencii. Již v té době měla pravděpodobně dva milence; podkoní, kteří ji často navštěvovali i v nočních hodinách.

### Prosby pro Ludvíka XIV.
Po Karlově krátké návštěvě Florencie, během které pobýval u rodiny velkovévody v paláci Pitti, se ukázalo, že tam pravděpodobně byl kvůli Markétině žádosti, která v dopisech naznačovala, že by si přála, aby je pro ni špehoval. Velkovévodova rodina ale na nic nepřišla. V dalších dopisech prosila Markéta Luisa krále Ludvíka, aby jí dovolil vrátit se do Francie, avšak on na její prosby nereagoval. Současně si s francouzským králem dopisoval i vládnoucí velkovévoda, Cosimův otec, který prosil o propuštění francouzských služebných Markéty Luisy, kteří si stěžovali na špatné zacházení, a také o to, aby Ludvík Markétě vymluvil její nevhodné chování. Král k Markétě poslal hraběte de Saint Mesme. Ta vůči němu začala projevovat sympatie, on se ale vrátil do Paříže bez toho, aby problémy Markéty vyřešil. Po tomto ponížení začala požadovat, že chce zaměstnávat francouzské kuchaře, pravděpodobně protože se bála otrávení.
Po několika pokusech o usmíření, které selhaly, opustila Markéta v září 1664 palác Pitti a odmítala se vrátit, proto ji Cosimo poslal do Villa di Lappeggi. Sledovalo ji přes čtyřicet vojáků a šest dvořanů. Ti museli Markétu podle Cosimových pokynů všude následovat, především kvůli jeho obavám, aby neuprchla. O rok později Markéta otočila a smířila se s rodinou velkovévody. Mír mezi ní a Medicejskými trval až do doby, kdy se narodila dcera Anna Marie Luisa. Poté, co se v roce 1667 nakazila neštovicemi, už byla válka mezi ní a Medicejskými opět na denním pořádku.

### Velkovévodkyně toskánská

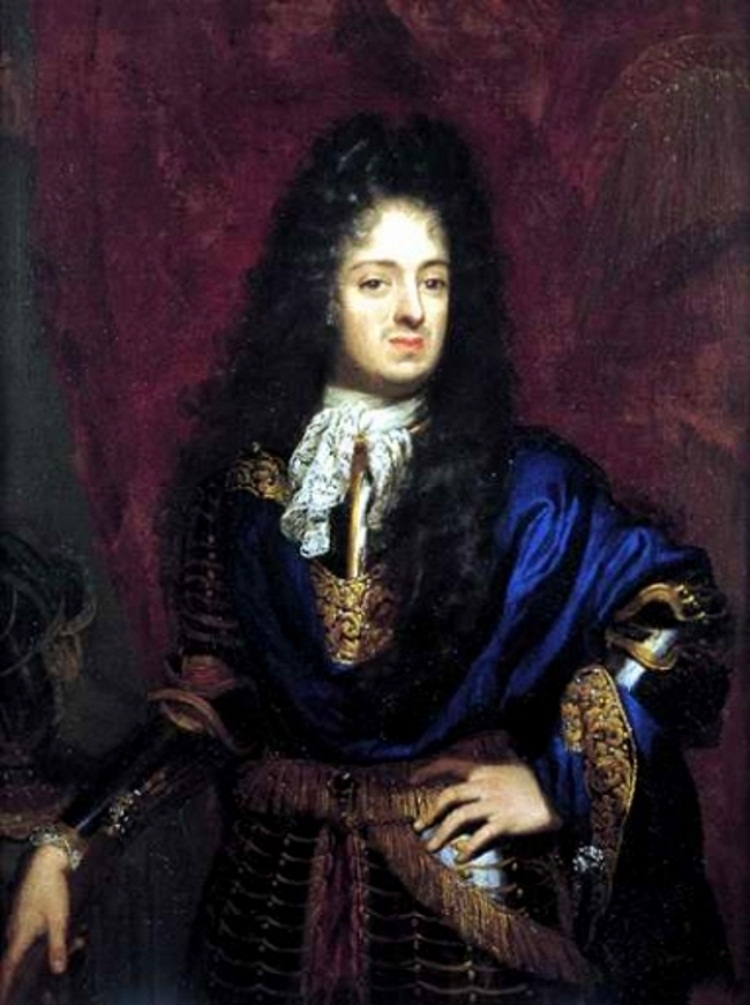
Ferdinand Medicejský, prvorozený syn Markéty Luisy

V květnu 1670, po smrti Cosimova otce Ferdinanda, se Markéta Luisa stala velkovévodkyní toskánskou. Po oficiálním jmenování jejího manžela Cosima velkovévodou zajistila Markétina tchyně Vittoria della Rovere, aby se Markéta neangažovala v politice a také se snažila Ferdinandovi zajistit vzdělání. Markéta Luisa, rozzuřená ze svého vyloučení ze společnosti, začala na Vittorií vyžadovat vstup do tajné rady (Consiglio privato). Na začátku roku 1671 nabraly hádky mezi Markétou a Vittorií takových obrátek, že podle služebníků se palác Pitti stal „ďáblovým vlastním příbytkem a od rána do půlnoci není chvilky bez hádek“.

### Návrat do Francie
Na začátku roku 1672 napsala Markéta králi Ludvíkovi XIV. dopis, ve kterém jej žádala o možnost návratu do Francie, jelikož se domnívala, že má rakovinu prsu. Ludvík poslal Alliota le Vieux, osobního lékaře své matky Anny Rakouské, aby ji vyšetřil. Markéta měla skutečně rakovinu prsu, avšak nádor byl nezhoubný a Alliot jí doporučil termální prameny. Markéta ale byla zklamaná, že jí nebylo povoleno vrátit se do Francie, a frustrovaná ze svého selhání začala flirtovat s jedním ze svých kuchařů.
V domnění, že to zkrotí Markétin bujný temperament, poslal Cosimo pro Madame du Deffand, její bývalou guvernantku. Ani ta ale Markétě její chování nevymluvila. Nicméně po řetězci úmrtí v rodině Orleánských byla Markéta Luisa v roce 1672 psychicky téměř na dně a požádala o možnost navštívit venkovská sídla Villa Poggio a Caiano a Villa Medici, údajně aby mohla uctívat mrtvé příbuzné v nedaleké svatyni. Jakmile se tam ale dostala, nehodlala se ani po dlouhé době vrátit do paláce Pitti, nakonec zde zůstala po dobu dvou let. Protože byly všechny pokusy o usmíření marné, rozhodl se Cosimo k sepsání smlouvy, kde ustanovil Markétin důchod ve výši 80 000 lir a dovolil jí návrat do Francie, avšak podmínkou bylo, aby pobývala pouze v klášteře Montmartre. Také se musela vzdát všech svých pravomocí francouzské princezny. Po dlouhé době šťastná Markéta Luisa odešla do Francie.

### Život v klášteře
Když se dostala do kláštera Montmartre, začala se Markéta zajímat o reformaci kláštera; poslala pryč matku představenou, která nosila pánské oblečení, a také všechny jeptišky, které nesouhlasily s jejím chováním ve Florencii nebo Markétě prostě nebyly sympatické.
Markétino zdraví se začalo zhoršovat v roce 1712, kdy si prošla mozkovou mrtvicí a přestože ji přežila, její levá paže a některé obličejové svaly zůstaly paralyzované. Brzy se zotavila, ale přišla další rána; její prvorozený syn Ferdinand zemřel. Krátce po této zprávě následovala další mozková mrtvice, po které Markéta Luisa již téměř nemohla mluvit a na krátkou dobu oslepla. Regent Francie, Filip II. Orleánský, povolil Markétě Luise, aby si koupila nemovitost v Paříži. Tak také učinila a v tomto domě strávila i poslední roky svého života. Posledních pět let svého života se zabývala i charitativní činností.
Markéta Luisa Orleánská, princezna Francie a velkovévodkyně toskánská, zemřela v září 1721 a byla pohřbena na hřbitově v Quartier de Picpus v Paříži.

## Tituly a oslovení
- 28. července 1645 – 12. června 1661: Její královská Výsost Mademoiselle d'Orléans
- 12. června 1661 – 23. května 1670: Její královská Výsost velkokněžna toskánská
- 23. května 1670 – 17. září 1721: Její královská Výsost velkovévodkyně toskánská

## Vývod z předků
|                         |                          |  |                        |                          |  |  |  |  |  |  |  | Karel IV. Bourbonský |
|                         |                          |  |                        |                          |  |  |  |  |  |  |  |                      |
|                         | Antonín Navarrský        |  |                        |                          |  |  |  |  |  |  |  |                      |
|                         |                          |  |                        |                          |  |  |  |  |  |  |  |                      |
|                         |                          |  |                        | Františka z Alençonu     |  |  |  |  |  |  |  |                      |
|                         |                          |  |                        |                          |  |  |  |  |  |  |  |                      |
|                         | Jindřich IV. Francouzský |  |                        |                          |  |  |  |  |  |  |  |                      |
|                         |                          |  |                        |                          |  |  |  |  |  |  |  |                      |
|                         |                          |  |                        | Jindřich II. Navarrský   |  |  |  |  |  |  |  |                      |
|                         |                          |  |                        |                          |  |  |  |  |  |  |  |                      |
|                         | Jana III. Navarrská      |  |                        |                          |  |  |  |  |  |  |  |                      |
|                         |                          |  |                        |                          |  |  |  |  |  |  |  |                      |
|                         |                          |  |                        | Markéta z Angoulême      |  |  |  |  |  |  |  |                      |
|                         |                          |  |                        |                          |  |  |  |  |  |  |  |                      |
|                         | Gaston Orleánský         |  |                        |                          |  |  |  |  |  |  |  |                      |
|                         |                          |  |                        |                          |  |  |  |  |  |  |  |                      |
|                         |                          |  |                        | Cosimo I. de Medici      |  |  |  |  |  |  |  |                      |
|                         |                          |  |                        |                          |  |  |  |  |  |  |  |                      |
|                         | František I. Medicejský  |  |                        |                          |  |  |  |  |  |  |  |                      |
|                         |                          |  |                        |                          |  |  |  |  |  |  |  |                      |
|                         |                          |  |                        | Eleonora Toledská        |  |  |  |  |  |  |  |                      |
|                         |                          |  |                        |                          |  |  |  |  |  |  |  |                      |
|                         | Marie Medicejská         |  |                        |                          |  |  |  |  |  |  |  |                      |
|                         |                          |  |                        |                          |  |  |  |  |  |  |  |                      |
|                         |                          |  |                        | Ferdinand I. Habsburský  |  |  |  |  |  |  |  |                      |
|                         |                          |  |                        |                          |  |  |  |  |  |  |  |                      |
|                         | Johana Habsburská        |  |                        |                          |  |  |  |  |  |  |  |                      |
|                         |                          |  |                        |                          |  |  |  |  |  |  |  |                      |
|                         |                          |  |                        | Anna Jagellonská         |  |  |  |  |  |  |  |                      |
|                         |                          |  |                        |                          |  |  |  |  |  |  |  |                      |
| Markéta Luisa Orleánská |                          |  |                        |                          |  |  |  |  |  |  |  |                      |
|                         |                          |  |                        |                          |  |  |  |  |  |  |  |                      |
|                         |                          |  | František I. Lotrinský |                          |  |  |  |  |  |  |  |                      |
|                         |                          |  |                        |                          |  |  |  |  |  |  |  |                      |
|                         | Karel III. Lotrinský     |  |                        |                          |  |  |  |  |  |  |  |                      |
|                         |                          |  |                        |                          |  |  |  |  |  |  |  |                      |
|                         |                          |  |                        | Kristina Dánská          |  |  |  |  |  |  |  |                      |
|                         |                          |  |                        |                          |  |  |  |  |  |  |  |                      |
|                         | František II. Lotrinský  |  |                        |                          |  |  |  |  |  |  |  |                      |
|                         |                          |  |                        |                          |  |  |  |  |  |  |  |                      |
|                         |                          |  |                        | Jindřich II. Francouzský |  |  |  |  |  |  |  |                      |
|                         |                          |  |                        |                          |  |  |  |  |  |  |  |                      |
|                         | Claude Francouzská       |  |                        |                          |  |  |  |  |  |  |  |                      |
|                         |                          |  |                        |                          |  |  |  |  |  |  |  |                      |
|                         |                          |  |                        | Kateřina Medicejská      |  |  |  |  |  |  |  |                      |
|                         |                          |  |                        |                          |  |  |  |  |  |  |  |                      |
|                         | Markéta Lotrinská        |  |                        |                          |  |  |  |  |  |  |  |                      |
|                         |                          |  |                        |                          |  |  |  |  |  |  |  |                      |
|                         |                          |  |                        | Jan VI. ze Salmu         |  |  |  |  |  |  |  |                      |
|                         |                          |  |                        |                          |  |  |  |  |  |  |  |                      |
|                         | Pavel ze Salmu           |  |                        |                          |  |  |  |  |  |  |  |                      |
|                         |                          |  |                        |                          |  |  |  |  |  |  |  |                      |
|                         |                          |  |                        | Klaudie de Stainville    |  |  |  |  |  |  |  |                      |
|                         |                          |  |                        |                          |  |  |  |  |  |  |  |                      |
|                         | Kristýna ze Salmu        |  |                        |                          |  |  |  |  |  |  |  |                      |
|                         |                          |  |                        |                          |  |  |  |  |  |  |  |                      |
|                         |                          |  |                        | Tanneguy Le Veneur       |  |  |  |  |  |  |  |                      |
|                         |                          |  |                        |                          |  |  |  |  |  |  |  |                      |
|                         | Marie Le Veneur          |  |                        |                          |  |  |  |  |  |  |  |                      |
|                         |                          |  |                        |                          |  |  |  |  |  |  |  |                      |
|                         |                          |  |                        | Madeleine de Pompadour   |  |  |  |  |  |  |  |                      |
|                         |                          |  |                        |                          |  |  |  |  |  |  |  |                      |